# SH906i
FOMA SH906i（フォーマ・エスエイチ きゅう まる ろく アイ）は、シャープによって開発された、NTTドコモの第三世代携帯電話 (FOMA) 端末である。

## 概要
SH905iと同じく回転2軸型の折りたたみ式であるが、ヒンジが逆ヒンジになり、少し大きく厚くなった。外観はSH903iに近い。なお、この端末もワンセグ搭載ではあるが、ディスプレイサイズ、ワンセグ画質、ワンセグを操作するときのユーザーインタフェースなどが、シャープが規定するAQUOSケータイの基準に満たないため、この呼称は用いられていない。
横画面時にタッチパネルを使って操作できる。このタッチパネル対応液晶により、横画面UIのメニューを操作したり、ワンセグ画面やデータBOXのサムネイルをタッチして選んだり、写真撮影時に、画像中の顔を選んで、ピントを合わせたりなど、多彩な機能が操作できる。なお、静電容量式のため、通常のスタイラスでは操作できない。
SH904iからSH90xシリーズに使われてきた「TOUCH CRUISER」は、「光TOUCH CRUISER」に変わり、光学式センサーが採用された。また決定ボタンと一体化されている。設定によりTOUCH CRUISERの作動をOFFにする事も出来る。
カメラは約520万画素になり、顔検出機能に対応した。また、カメラ用ライトが復活した。なお、SH905iと同様にインカメラはない。
ドコモのFOMA90xシリーズの902iシリーズ以降のモデルでは、パナソニックモバイルコミュニケーションズ製端末以外で初めてBluetoothが搭載された。このBluetoothを使い、別売のワイヤレスキーボードを買えば、QWERTYキーボードでのワイヤレス文字入力もできる。
外部メモリーは規格上限の2GBまで（ドコモ発表）のmicroSD及び8GBまで（ドコモ発表）のmicroSDHCにも対応している。
SH905iに引き続き、ドルビーモバイルが搭載されている。
三菱電機製端末以外では初めてSH905iTVで搭載されたマチキャラも搭載する。
デジタルオーディオプレーヤーについては、SH905iでは対応していたSDオーディオが非対応となった。
最初から、ディスプレイに保護シートが貼られているが、これはガラス飛散防止の為である。剥がしてしまうとガラスが割れたときのけがなどの原因になる。
| 主な対応サービス           | 主な対応サービス                    | 主な対応サービス                | 主な対応サービス                       |
| -------------------------- | ----------------------------------- | ------------------------------- | -------------------------------------- |
| DCMX／おサイフケータイ     | うた・ホーダイ                      | 着うたフル／着うた              | デジタルオーディオプレーヤー(WMA)(AAC) |
| 直感ゲーム／メガiアプリ    | Music&Videoチャネル／ビデオクリップ | GSM／3Gローミング（WORLD WING） | プッシュトーク                         |
| FOMAハイスピード           | GPS／ケータイお探し                 | デコメール／デコメ絵文字        | iチャネル                              |
| 着もじ                     | テレビ電話／キャラ電                | 電話帳お預かりサービス          | フルブラウザ                           |
| おまかせロック／バイオ認証 | 外部メモリーへiモードコンテンツ移行 | トルカ                          | iC通信／iCお引越しサービス             |
| きせかえツール／マチキャラ | バーコードリーダ／名刺リーダ        | 2in1                            | エリアメール                           |

1. ↑  サブカメラがないため、「体を動かす」を中心とした一部のコンテンツは非対応。
2. ↑  BモードのメールはWebメールとなる。

### プリインストールiアプリ
- 日英版しゃべって翻訳 for SH
- 日中版しゃべって翻訳 for SH
- ネット辞典
- 地図アプリ
- Gガイド番組表リモコン
- DCMXクレジットアプリ
- ケータイクレジットiD
- デビル メイ クライ for SH
- 直感♪プレーパーク
- モバイルGoogleマップ
- ファミリンクリモコン for AQUOS
- FOMA通信環境確認アプリ
- iD設定アプリ
- iアプリバンキング
- 楽オク出品アプリ2

### ワンセグ機能
- EPG（録画予約も可）
- 外部メモリ（microSD）への録画
- 字幕放送
- マルチウィンドウ
- 同社液晶テレビ「AQUOS」にも採用されている、映像をより鮮やかに再現する「SV（Super Vivid）エンジン」
- 連続視聴時間 約4時間10分

### マンガ・ブックリーダー機能
- 電子書籍に加えてコミックも閲覧可能
- 最大3MBのダウンロードに対応

## 歴史
- 2008年2月22日 - 技術基準適合証明 (TELEC) 通過
- 2008年3月21日 - 電気通信端末機器審査協会 (JATE) 通過
- 2008年4月25日 - 連邦通信委員会 (FCC) 通過
- 2008年5月13日 - Bluetooth 通過
- 2008年5月27日 - F906i・F706i・N906i・N906iμ・N906iL・N706i・N706ie・P906i・P706ie・P706iμ・SH906i・SH906iTV・SH706i・SH706ie・SH706iw・SO906i・SO706i・L706ie・NM706iの開発発表
- 2008年6月3日 - 発売開始

## 不具合
2008年7月8日に以下の不具合の修正がソフトウェアの更新でなされた。
- 特定サイトからiアプリをダウンロードした場合、リセットする場合がある
- 再配布可能なFlashコンテンツ保存時に、『デコメピクチャ』フォルダを選択できない